# أمبير تشايلدرز
أمبير تشايلدرز (بالإنجليزية: Ambyr Childers)‏ (ولدت في 18 يوليو 1988) هي ممثلة أمريكية., شاركت في عدد من الأدوار السينمائية منها دورها في فيلم فرقة العصابات (2013).

## روابط خارجية
- Personal website
- ambyrchildersعلى تويتر.
- أمبير تشايلدرز على موقع IMDb (الإنجليزية)
- أمبير تشايلدرز على موقع ميتاكريتيك (الإنجليزية)
- أمبير تشايلدرز على موقع روتن توميتوز (الإنجليزية)
- أمبير تشايلدرز على موقع قاعدة بيانات الأفلام العربية
- أمبير تشايلدرز على موقع ألو سيني (الفرنسية)
- أمبير تشايلدرز على موقع أول موفي (الإنجليزية)
- أمبير تشايلدرز على موقع قاعدة بيانات الأفلام السويدية (السويدية)
- أمبير تشايلدرز على موقع قاعدة بيانات الفيلم (الإنجليزية)
- أمبير تشايلدرز على موقع ليتربوكسد (الإنجليزية)
- أمبير تشايلدرز على موقع كينوبويسك (الروسية)
- AC Jewelry